# Alajos Stróbl
Dans le nom hongrois Stróbl Alajos, le nom de famille précède le prénom, mais cet article utilise l’ordre habituel en français Alajos Stróbl, où le prénom précède le nom.
Alajos Stróbl, né le 21 juin 1856 à Liptóújvár et mort le 12 décembre 1926 à Budapest, est un sculpteur hongrois.

## Biographie
Il naît au hameau de Červený Kút près de Királylehota, à proximité de Liptóújvár (aujourd'hui Kráľova Lehota et Liptovský Hrádok en Slovaquie), dans le royaume de Hongrie, alors partie de l'Empire des Habsbourg.
Anobli en 1913, il est autorisé à ajouter à son patronyme celui de sa ville natale et de se nommer à l'avenir liptóújvári Stróbl Alajos en hongrois, Alajos Stróbl von Liptóújvár ou Alajos von Stróbl  en allemand.